# Парк, Меган
Меган Парк (англ. Megan Park, род. 24 июля 1986, Линдсей, Онтарио, Канада) — канадская актриса и режиссёр. Наиболее известна по роли Грэйс Боумэн в телесериале «Втайне от родителей». Дебютировала в создании полнометражных кинокартин в 2021 году с фильмом «Последствия».

## Биография и карьера
Начала свою карьеру актрисы с мелких ролей в возрасте 6 лет. Сыграла в фильмах «Глаза Анджелы» и «Проделки в колледже». В роли приглашённой звезды Парк сыграла в популярном шоу канала Дисней «Жизнь с Дереком» в роли Эми, девушки, в которую влюблён Дерек и которая была главой чирлидеров, и бывшей девушкой Макса. Самой большой её ролью считается участие в шоу «Втайне от родителей» на канале АВС, где она исполняет роль одного из ключевых персонажей, Грэйс Боумэн, убеждённой христианки и чирлидерши.
В 2013 году была выбрана на роль Никки в телесериале «Непригодные для свиданий», где должна была заменить актрису Бригу Хилэн из-за занятости в телесериале «Нижний этаж». Но после того, как график съёмок был скорректирован, Брига вернулась к своей роли.
В 2015 году сыграла в хоррор-триллере «Последний обряд».
В 2017 году начала карьеру в кинопроизводстве, представив свой первый короткометражный фильм «Люси в моих глазах» на кинофестивале в Остине, и получила приз Большого жюри. Кроме того, она была соавтором сценария и сорежиссёром веб-сериала «Мы теперь взрослые» вместе с канадской писательницей Кэти Боланд. Первой полнометражной лентой Меган Парк, над которой она работала в качестве режиссёра и сценаристки, стал фильм «Последствия», повествующий о старшекласснице, что пытается пережить полученную после стрельбы в её школе травму. Фильм был впервые показан на фестивале South by Southwest 17 марта 2021 года, и выпущен 27 января 2022 года на HBO Max компанией New Line Cinema. Её второй полнометражный фильм, «Моя старая задница», был впервые показан на кинофестивале «Сандэнс» 20 января 2024 года, и выпущен в ограниченный прокат в США компанией Amazon MGM Studios 13 сентября 2024 года.
Также Меган Парк работала со звёздами музыкальной индустрии, такими как Билли Айлиш, Гуччи Мейн, Майк Познер, Alina Baraz, и Blackbear, в качестве режиссёра музыкальных клипов, суммарные просмотры её работ пересекли отметку в 50 миллионов.

## Личная жизнь
В июле 2006 года начала встречаться с актёром и музыкантом Тайлером Хилтоном, с которым познакомилась на съёмках фильма «Проделки в колледже». В декабре 2013 года они обручились, а 10 октября 2015 года поженились. 6 февраля 2019 года стало известно, что у супругов недавно родилась дочь, которую они назвали Уинни Хилтон. В 2024 году в семье родился второй ребёнок, сын.

## Фильмография
| Год       | Русское название        | Оригинальное название                    | Роль               |
| --------- | ----------------------- | ---------------------------------------- | ------------------ |
| 2003      | Теперь все наоборот     | This Time Around                         | молодая Кара Кабот |
| 2004      | Тусовщица               | She’s Too Young                          | Бекка Уайт         |
| 2004      | Чёрный оракул           | Dark Oracle                              | Эйнсли             |
| 2004      | Беглый дом              | Some Things That Stay                    | Бренда Мёрфи       |
| 2004      | Повелитель молнии       | Ace Lightning                            | Джессика           |
| 2005      | Блобы                   | The Blobheads                            | Уэнди              |
| 2005      | Дорога к Рождеству      | The Road to Christmas                    | Хилли              |
| 2006      | Глаза Анджелы           | Angela’s Eyes                            | Зои                |
| 2007      | Проделки в колледже     | Charlie Bartlett                         | Уитни Драммонд     |
| 2007      | Дневники мертвецов      | Diary of the Dead                        | Франсин Шейн       |
| 2007      | Вороньё                 | Kaw                                      | Гретхен            |
| 2007      | Жизнь с Дереком         | Life with Derek                          | Эми                |
| 2007      | Тёмная комната          | The Dark Room                            | Зои                |
| 2008-2013 | Втайне от родителей     | The Secret Life of the American Teenager | Грэйс Боумэн       |
| 2010      | Любимый учитель         | The Perfect Teacher                      | Девон Кори         |
| 2010      | Красавцы                | Entourage                                | девушка            |
| 2011      | История Золушки 3       | A Cinderella Story: Once Upon a Song     | Беф Ван Равенсвей  |
| 2011      | Счастливый конец        | Happy Endings                            | Хлоя               |
| 2012      | Пушки, тёлки и азарт    | Guns, Girls and Gambling                 | Синди              |
| 2012      | Агент под прикрытием    | So Undercover                            | Коттон             |
| 2012      | Новости                 | The Newsroom                             | Гвен               |
| 2013-2014 | Соседи                  | The Neighbors                            | Джейн              |
| 2013      | Дружба и никакого секса | The F Word                               | Далия              |
| 2014      | Лотерея                 | The Lottery                              | Роуз               |
| 2015      | Комната                 | Room                                     | Лаура              |
| 2015      | Мечты сбываются         | Wish Come True                           | Линдси             |
| 2015      | Последний обряд         | Demonic                                  | Джулс              |
| 2017      | Типа моя жена           | Imposters                                | Габи               |
| 2018      | Жил-был принц           | Once Upon a Prince                       | Сюзанна            |

### Кинопроизводство
| Год  | Русское название   | Оригинальное название         | Режиссёр | Сценаристка | Исполнительный продюсер | Примечание             |
| ---- | ------------------ | ----------------------------- | -------- | ----------- | ----------------------- | ---------------------- |
| 2017 | —                  | Lucy in My Eyes               | Да       | Да          |                         | Короткометражный фильм |
| 2018 | —                  | A Beautiful Future: Goodnight | Да       | Да          |                         | Короткометражный фильм |
| 2021 | Последствия        | The Fallout                   | Да       | Да          |                         |                        |
| 2024 | Моя старая задница | My Old Ass                    | Да       | Да          | Да                      |                        |